# Herbert Häber
Herbert Häber (ur. 15 listopada 1930 w Zwickau, zm. 10 kwietnia 2020 w Berlinie) – wschodnioniemiecki funkcjonariusz partyjny, m.in. czł. Biura Politycznego i sekretarz KC SED (1984-1985).

## Życiorys
Syn kowala i tkaczki. Haber był robotnikiem w hucie metali (Metallwerk) w Zwickau (1945). W 1946 wstąpił do FDJ i SED, w 1947 do FDGB. Był członkiem zarządów okręgowych FDJ i SED w Zwickau (1947-1949), a także korespondentem agencji Sowinformbiuro (Советское информационное бюро) i agencji prasowej ADN (Allgemeinen Deutschen Nachrichtendienstes). W 1949 ukończył szkołę partyjną landu (Landesparteischule), był red. i zastępcą red. nacz. gazety „Freien Presse” w Zwickau (1949-1950), a następnie instruktorem partyjnym Komisji Zachodniej KC SED (1951) i kierownikiem sektora spraw ogólnoniemieckich w wydziale prasy i radiofonii KC SED (1953-).
Był słuchaczem w Wyższej Szkole Partyjnej KPZR w Moskwie (Высшая партийная школа КПСС) (1954-1955). Następnie pełnił funkcję kierownika sektora w Biurze Pracy KC SED (1955-1960), szefa Komisji Zachodniej Biura Politycznego KC SED (1960-1965), zastępcą szefa wydziału zachodniego KC SED (1965), i sekretarzem stanu rządu NRD ds. ogólnoniemieckich (1965-1971).
W 1971 otrzymał tytuł profesora, następnie został dyrektorem Instytutu Polityki Międzynarodowej i Ekonomii (Instituts für Internationale Politik und Wirtschaft – IPW) (1971-1973), kier. Wydziału Zachodniego KC SED, później przemianowanego na Wydział Polityki i Gospodarki Międzynarodowej KC SED (1973-1985). Był zastępcą członka (1976-1978), i członkiem KC SED (1978-1986), sekretarzem oraz członkiem Biura Politycznego KC SED (1984-1985).
Häber, jako szef wydziału zachodniego KC SED, nawiązał bliskie kontakty z politykami Republiki Federalnej. Polityka dialogu Ericha Honeckera i chęć ściślejszej współpracy NRD z Republiką Federalną sprawiły, że stał się w Politbiuro idealnym zwolennikiem polityki zachodniej Honeckera. Polityka niemiecko-niemiecka Honeckera spotkała się jednakże ze sporym sprzeciwem w ZSRR, a zwłaszcza u Czernienki i Ustinowa w wyniku którego np. Honecker musiał odwołać planowaną podróż do ówczesnej Republiki Federalnej. Häber stał się politycznie odizolowany. Przeszedł załamanie nerwowe i w dniu 18 sierpnia 1985 został przyjęty do szpitala rządowego w Berlinie-Buch (Regierungskrankenhaus Berlin-Buch), gdzie 16 września Honecker podyktował mu rezygnację z zajmowanego stanowiska stanowisk "ze względów zdrowotnych". 22 listopada 1985 KC SED odwołał go z Biura Politycznego „Na własną prośbę”. W okresie od 6 stycznia do 18 marca 1986 Häber przebywał w Szpitalu Psychiatrycznym w Bernburg (Saale). Następnie pracował w Instytucie Badań Imperializmu (Institute für Imperialismusforschung) Akademii Nauk Społecznych KC SED (Akademie für Gesellschaftswissenschaften beim ZK – AfG) (1986-1989). Z racji sprawowanych funkcji był „skoszarowany” w partyjno-rządowym osiedlu kierownictwa NRD - Osiedlu Leśnym pod Bernau.
W dniu 11 maja 2004 Häber, jako b. członek Biura Politycznego KC SED, został oskarżony (współodpowiedzialny) za śmierć trzech osób zastrzelonych na dawnej granicy wewnętrznej i niemieckiej został skazany przez Sąd Okręgowy w Berlinie. W ostatnim okresie Häber mieszkał w Berlinie-Köpenick.